# Swarzędz (gmina)
Swarzędz est une gmina mixte du powiat de Poznań, Grande-Pologne, dans le centre-ouest de la Pologne. Son siège est la ville de Swarzędz, qui se situe environ 11 km à l'est de la capitale régionale Poznań.
La gmina couvre une superficie de 101,99 km2 pour une population de 40 499 habitants en 2006.

## Géographie

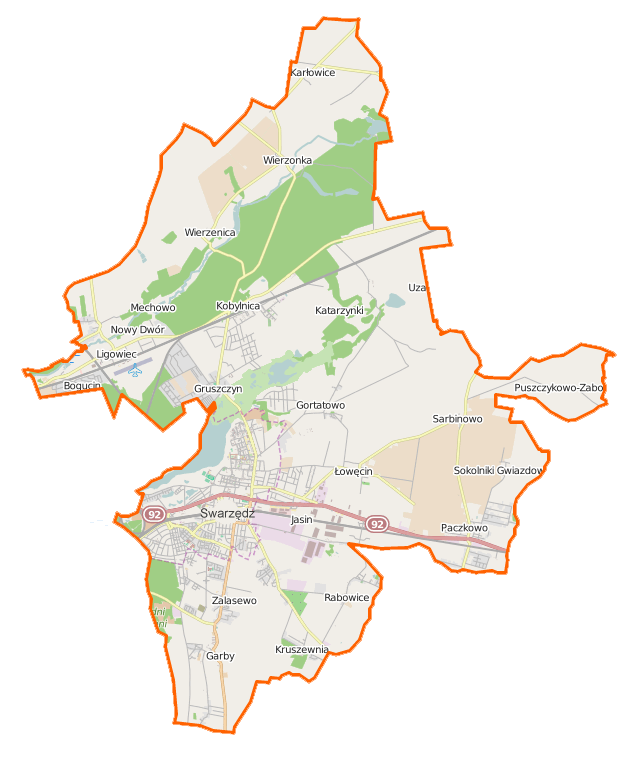
Plan de la gmina.

Outre la ville de Swarzędz, la gmina inclut les villages de:
- Bogucin
- Garby
- Gortatowo
- Gruszczyn
- Janikowo
- Jasin
- Karłowice
- Kobylnica
- Kruszewnia
- Łowęcin
- Paczkowo
- Puszczykowo-Zaborze
- Rabowice
- Sarbinowo
- Sokolniki Gwiazdowskie
- Uzarzewo
- Wierzenica
- Wierzonka
- Zalasewo

### Gminy voisines
La gmina de Swarzędz est bordée :
- des gminy de :
  - Czerwonak
  - Kleszczewo
  - Kostrzyn
  - Pobiedziska

- de la ville de :
  - Poznań

## Structure du terrain
D'après les données de 2005, la superficie de la commune de Swarzędz est de 101,99 km², répartis comme tel :
- terres agricoles : 68,38%
- forêts : 12,95%

La commune représente 5,37% de la superficie du powiat.

## Démographie
Données du 31 décembre 2006 :
| Description        | Total  | Total | Femmes | Femmes | Hommes | Hommes |
| ------------------ | ------ | ----- | ------ | ------ | ------ | ------ |
| Unité              | Nombre | %     | Nombre | %      | Nombre | %      |
| population         | 40 891 | 100   | 21 043 | 51,46  | 19 848 | 48,54  |
| Densité (hab./km²) | 401    | 401   | 206,35 | 206,35 | 194,65 | 194,65 |